# (807) Цераския
(807) Цераския (лат. Ceraskia) — астероид главного пояса, открытый 18 апреля 1915 года немецким астрономом Максом Вольфом в обсерватории Гейдельберг и названный в честь Витольда Цераского, российско-советского астронома.